# Loubillé
Loubillé est une commune du Centre-Ouest de la France située dans le département des Deux-Sèvres, en région Nouvelle-Aquitaine.

## Géographie

### Communes limitrophes
|           | Loubigné           | Ardilleux, Hanc                     |
| Aubigné   | Loubillé           | Paizay-Naudouin-Embourie (Charente) |
| Villemain | Couture-d'Argenson |                                     |

### Climat
Pour des articles plus généraux, voir Climat de la Nouvelle-Aquitaine et Climat des Deux-Sèvres.
Historiquement, la commune est exposée à un climat océanique limousin.  
En 2020, Météo-France publie une typologie des climats de la France métropolitaine dans laquelle la commune est dans une zone de transition entre le climat océanique et le climat océanique altéré et est dans la région climatique  Poitou-Charentes, caractérisée par un bon ensoleillement, particulièrement en été et des vents modérés.
Pour la période 1971-2000, la température annuelle moyenne est de 12,1 °C, avec une amplitude thermique annuelle de 14,8 °C. Le cumul annuel moyen de précipitations est de 867 mm, avec 11,8 jours de précipitations en janvier et 7,1 jours en juillet. Pour la période 1991-2020, la température moyenne annuelle observée sur la station météorologique la plus proche, située sur la commune de Valdelaume à 5 km à vol d'oiseau, est de 12,8 °C et le cumul annuel moyen de précipitations est de 854,2 mm,. Pour l'avenir, les paramètres climatiques de la commune estimés pour 2050 selon différents scénarios d’émission de gaz à effet de serre sont consultables sur un site dédié publié par Météo-France en novembre 2022.

## Urbanisme

### Typologie
Au 1er janvier 2024, Loubillé est catégorisée commune rurale à habitat dispersé, selon la nouvelle grille communale de densité à sept niveaux définie par l'Insee en 2022.
Elle est située hors unité urbaine et hors attraction des villes,.

### Occupation des sols
L'occupation des sols de la commune, telle qu'elle ressort de la base de données européenne d’occupation biophysique des sols Corine Land Cover (CLC), est marquée par l'importance des territoires agricoles (86,3 % en 2018), une proportion sensiblement équivalente à celle de 1990 (86 %). La répartition détaillée en 2018 est la suivante :
terres arables (79,9 %), forêts (11,3 %), zones agricoles hétérogènes (5,9 %), zones urbanisées (2,3 %), prairies (0,5 %). L'évolution de l’occupation des sols de la commune et de ses infrastructures peut être observée sur les différentes représentations cartographiques du territoire : la carte de Cassini (XVIIIe siècle), la carte d'état-major (1820-1866) et les cartes ou photos aériennes de l'IGN pour la période actuelle (1950 à aujourd'hui).

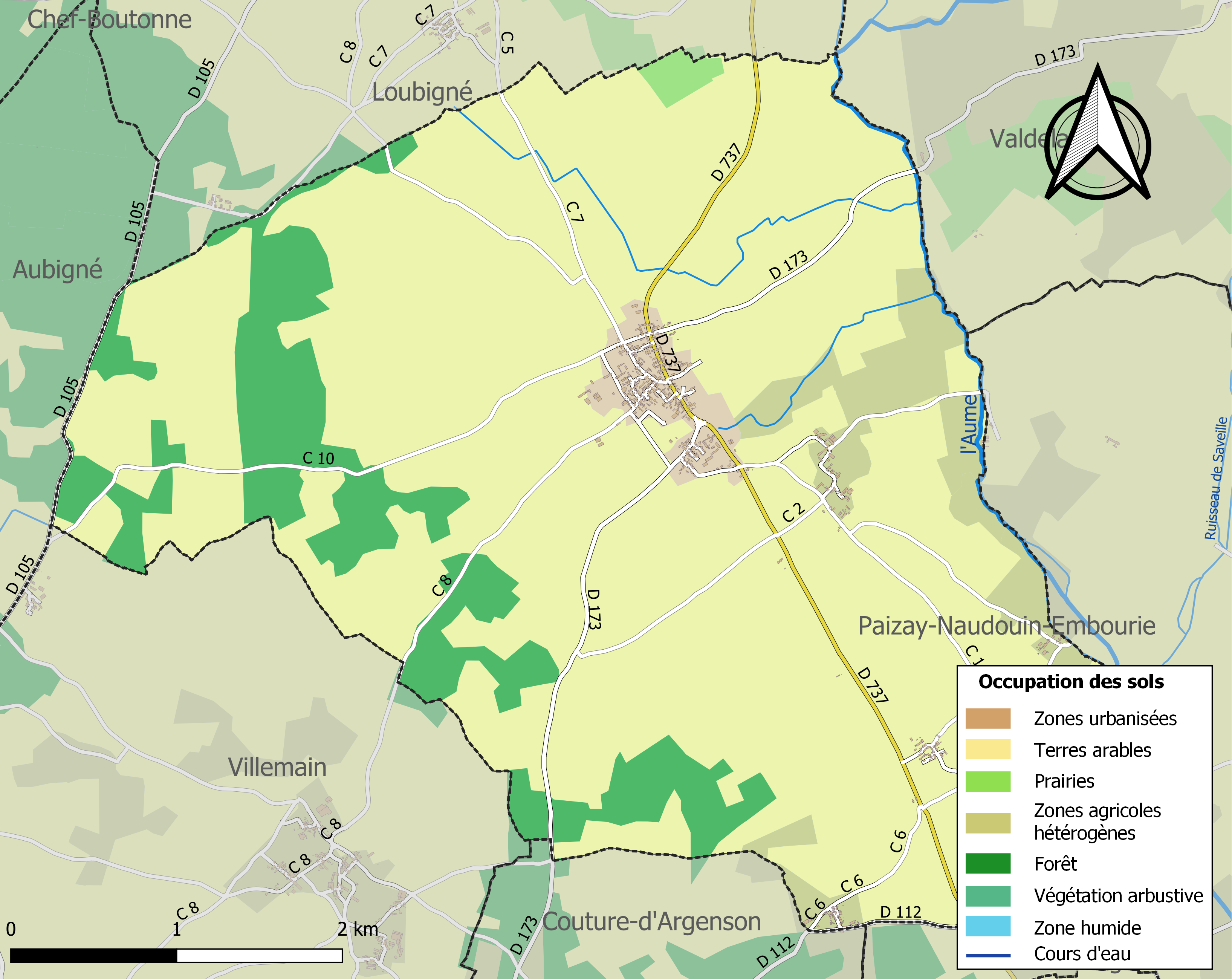
Carte des infrastructures et de l'occupation des sols de la commune en 2018 (CLC).

### Risques majeurs
Le territoire de la commune de Loubillé est vulnérable à différents aléas naturels : météorologiques (tempête, orage, neige, grand froid, canicule ou sécheresse), inondations, mouvements de terrains et séisme (sismicité modérée). Il est également exposé à un risque technologique,  le transport de matières dangereuses. Un site publié par le BRGM permet d'évaluer simplement et rapidement les risques d'un bien localisé soit par son adresse soit par le numéro de sa parcelle.

#### Risques naturels
Certaines parties du territoire communal sont susceptibles d’être affectées par le risque d’inondation par débordement de cours d'eau, notamment l'Aume. La commune a été reconnue en état de catastrophe naturelle au titre des dommages causés par les inondations et coulées de boue survenues en 1982, 1983, 1999 et 2010,.

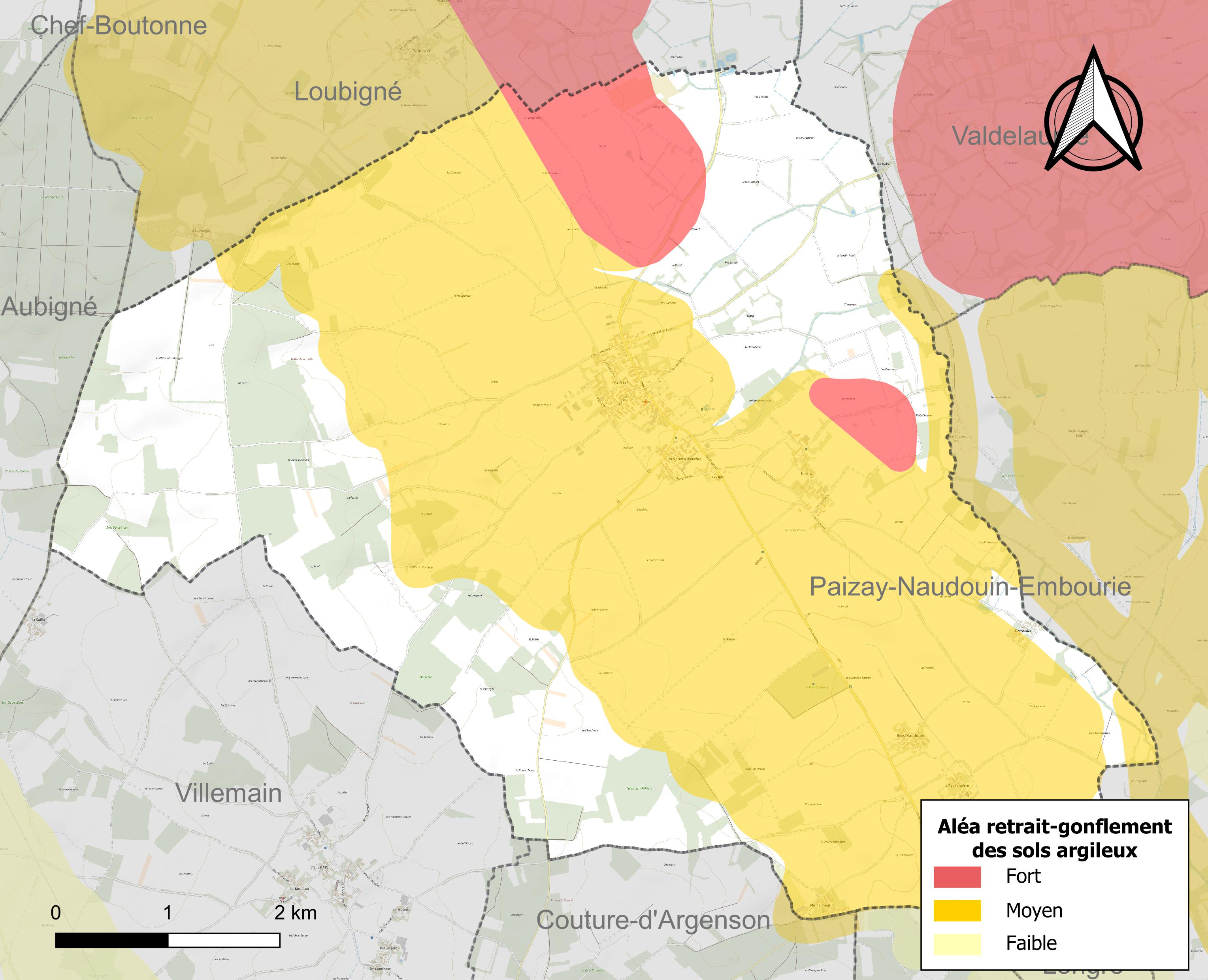
Carte des zones d'aléa retrait-gonflement des sols argileux de Loubillé.

Les mouvements de terrains susceptibles de se produire sur la commune sont des tassements différentiels. Le retrait-gonflement des sols argileux est susceptible d'engendrer des dommages importants aux bâtiments en cas d’alternance de périodes de sécheresse et de pluie. 64,8 % de la superficie communale est en aléa moyen ou fort (54,9 % au niveau départemental et 48,5 % au niveau national). Depuis le 1er octobre 2020, en application de la loi ELAN, différentes contraintes s'imposent aux vendeurs, maîtres d'ouvrages ou constructeurs de biens situés dans une zone classée en aléa moyen ou fort,.
La commune a été reconnue en état de catastrophe naturelle au titre des dommages causés par des mouvements de terrain en 1999 et 2010.

## Toponymie
Loubillé apparaît en 1096 sous le nom de Lubiliacum, dérivé du nom d'homme latin Lupillius qui provient du latin lupus « loup », suivi par le suffixe gallo-romain -acum d'origine gauloise à valeur adjectivale.

## Histoire

### Antiquité
Des fibules en or et en bronze, des monnaies romaines ont été découvertes, de même que des substructions aux Bâtisses.
Raymond Proust a découvert plusieurs traces d'occupation gallo-romaine : au Payré, à Montigny, à la Chaume Rouge, à la Maison Neuve. Il a fouillé avec Jean-Pierre Pellin une villa au Potonnier en 1970 (villa qui avait été repérée par Henri Beauchet-Filleau en 1884) et trouvé des restes d'habitations sur une distance de 450 m, des fragments de poteries ainsi qu'une tombe d'enfant.

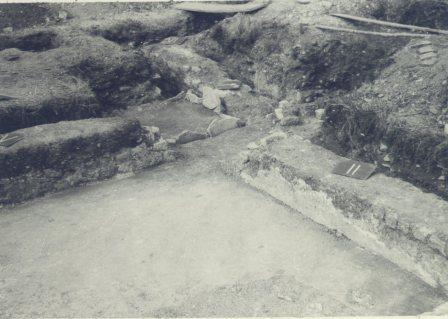
Fouilles de la villa gallo-romaine de Pontonnier

### Ancien Régime
Au Xe siècle, Loubillé appartient à Alduin, fils de Vulgrin, comte d'Angoulême. Il donne ce domaine en 916 à l'abbaye de Charroux.
Depuis au moins 1090 jusqu'après 1650, le hameau de Narçay (ou Narçais) forme une paroisse dépendant de celle de Loubillé. Elle appartient aux moines bénédictins de Charroux puis au couvent des dames Fontevristes de Tusson. L'ancienne église de ce hameau est mentionnée dans une bulle de 1096 du pape Urbain II.
L'état des paroisses de 1686 nous informe que le prieur de Parrabil est le seigneur de la paroisse de Loubillé qui comporte 68 feux et produit du grain.
Un prieuré, endommagé pendant la guerre de Cent Ans, a été démoli en 1877 pour faire place à une école.
Loubillé a possédé l'annexe d'une commanderie de l'ordre de Malte.
À la veille de la Révolution, Loubillé constitue une enclave de la Saintonge, dépend de l'élection de Saint-Jean-d'Angély et de la généralité de La Rochelle.

### Époque contemporaine
L'église a été vendue comme bien national pour 2500 livres puis détruite pendant la Révolution ; l'actuelle église date de 1874.
Au début du XIXe siècle, Loubillé possède 6 moulins. On y élève alors des mules et des mulets et on y produit un vin de qualité moyenne.
Trois jeunes gens qui allaient rejoindre le maquis ont été fusillés par les troupes allemandes au lieu-dit Bois-Cambert le 24 juillet 1944.
En 1946, un habitant des Maisons Blanches, René Pineau, assassine sa seconde épouse et sera condamné au bagne à vie.

## Héraldique
| Blason de Loubillé | Blason  | De gueules au chevron d'argent alésé en pal, chargé de quatre mouchetures d'hermine de sable posées dans le sens du chevron et accompagné de trois besants d'or. |
| Blason de Loubillé | Détails | Le statut officiel du blason reste à déterminer. |

## Politique et administration

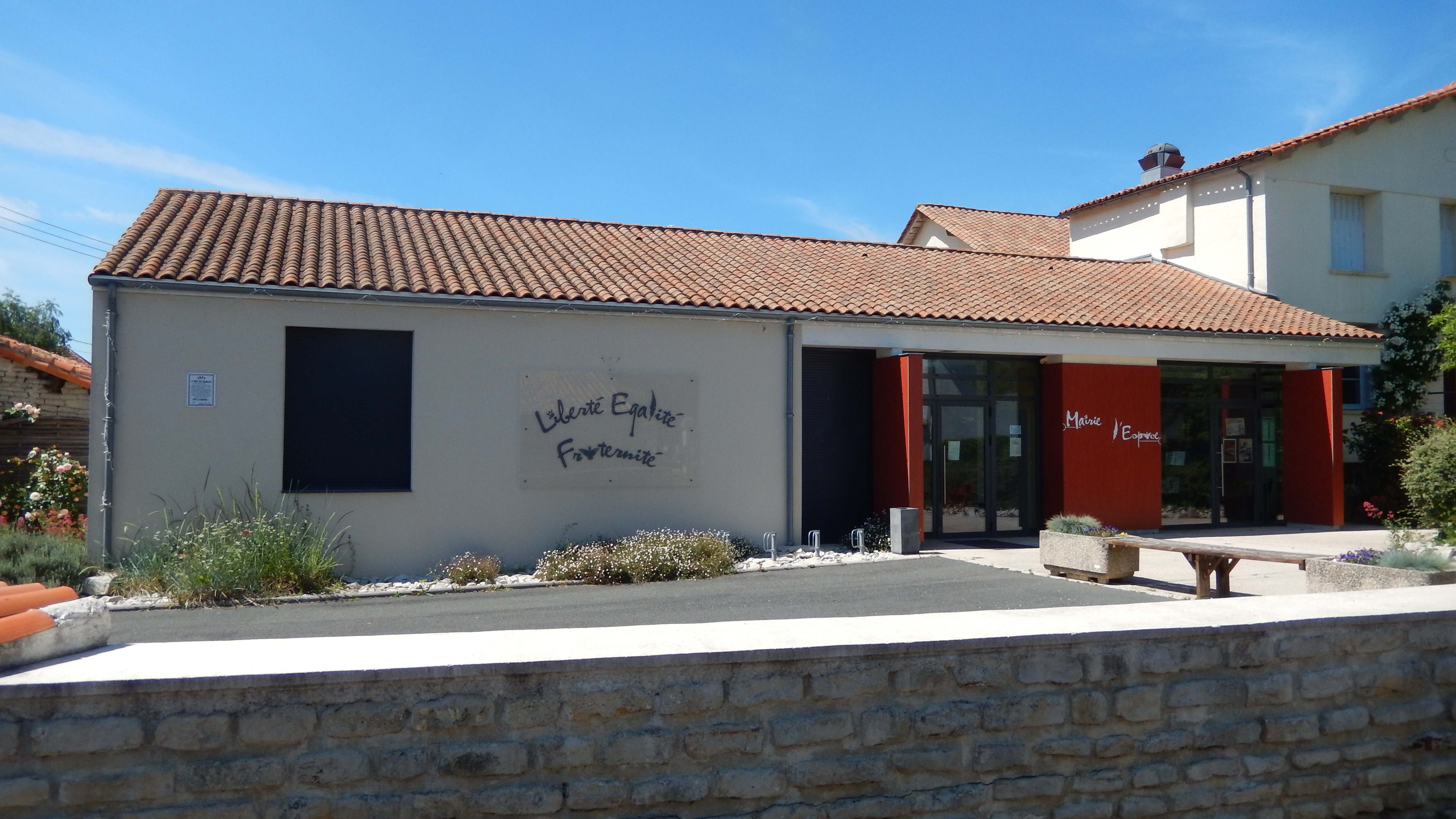
La mairie de Loubillé.

| Période   | Période       | Identité                 | Étiquette | Qualité                             |
| --------- | ------------- | ------------------------ | --------- | ----------------------------------- |
| 1971      | 1983          | Edmond Ribot (1917-2011) |           | Ancien ouvrier, curé de la paroisse |
|           |               |                          |           |                                     |
| mars 2001 | réélu en 2008 | Claude Aumand            |           |                                     |
| 2014      | En cours      | Gérard Collet            |           |                                     |

## Démographie
À partir du XXIe siècle, les recensements réels des communes de moins de 10 000 habitants ont lieu tous les cinq ans. Pour Loubillé, cela correspond à 2006, 2011, 2016, etc. Les autres dates de « recensements » (2009, etc.) sont des estimations légales.
| 1793 | 1800 | 1806 | 1821 | 1831 | 1836 | 1841 | 1846 | 1851 |
| ---- | ---- | ---- | ---- | ---- | ---- | ---- | ---- | ---- |
| 599  | 695  | 722  | 706  | 825  | 818  | 865  | 937  | 882  |

| 1856 | 1861 | 1866 | 1872 | 1876 | 1881 | 1886 | 1891 | 1896 |
| ---- | ---- | ---- | ---- | ---- | ---- | ---- | ---- | ---- |
| 883  | 857  | 845  | 787  | 857  | 862  | 818  | 803  | 757  |

| 1901 | 1906 | 1911 | 1921 | 1926 | 1931 | 1936 | 1946 | 1954 |
| ---- | ---- | ---- | ---- | ---- | ---- | ---- | ---- | ---- |
| 752  | 715  | 732  | 628  | 605  | 633  | 609  | 581  | 561  |

| 1962 | 1968 | 1975 | 1982 | 1990 | 1999 | 2006 | 2011 | 2016 |
| ---- | ---- | ---- | ---- | ---- | ---- | ---- | ---- | ---- |
| 511  | 459  | 405  | 363  | 354  | 356  | 365  | 381  | 388  |

| 2021 | 2022 | - | - | - | - | - | - | - |
| ---- | ---- | - | - | - | - | - | - | - |
| 373  | 359  | - | - | - | - | - | - | - |

## Culture locale et patrimoine

### Lieux et monuments
- L'église Saint-Saturnin, située au centre du village de Loubillé, a été construite en 1874[20].
- Deux lavoirs (l'un aux Maisons-Blanches, l'autre au hameau de Narçay).
- Une stèle en mémoire de trois martyrs de la Résistance assassinés en l'an 1944.

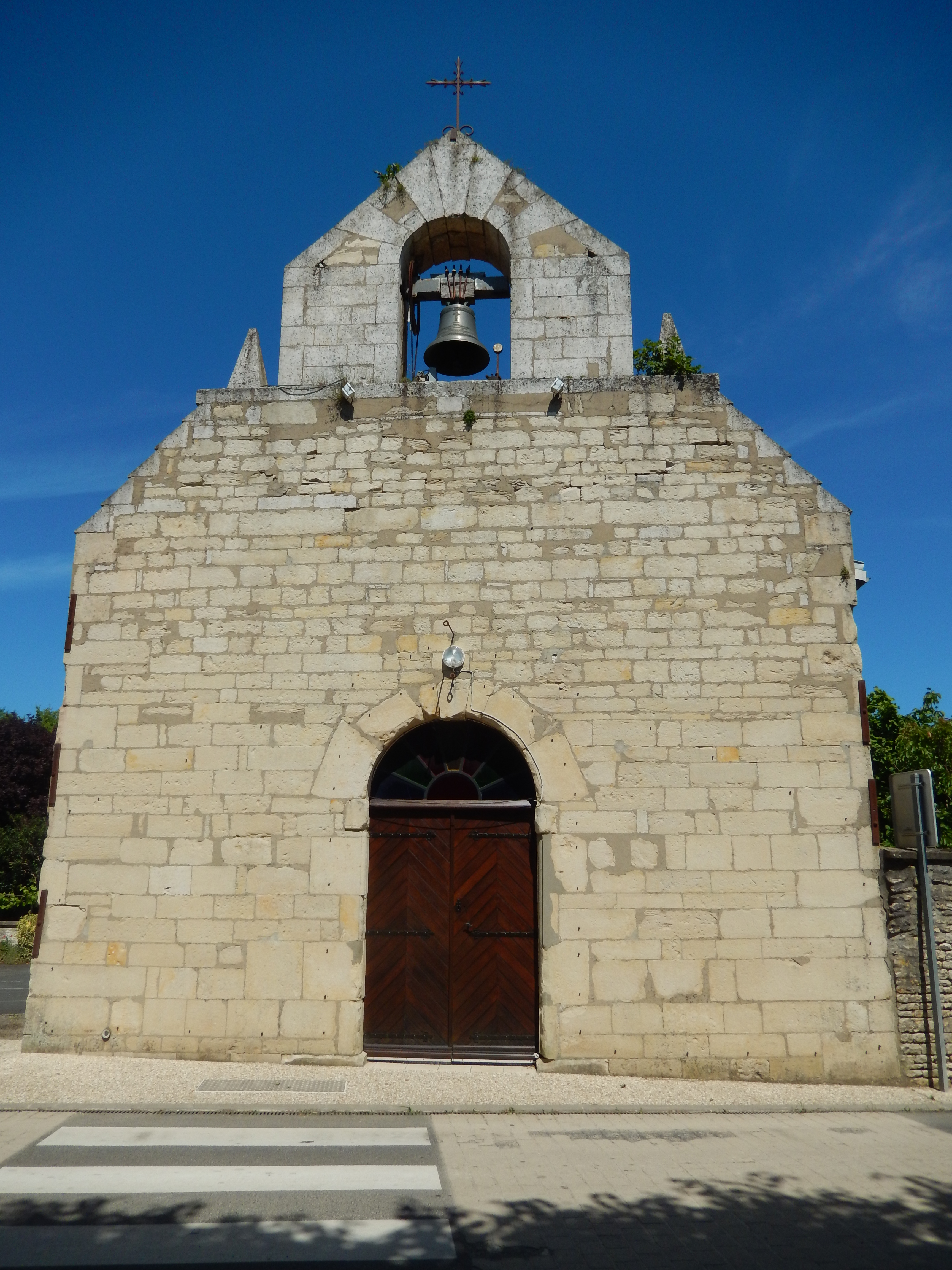
L'église Saint-Saturnin.
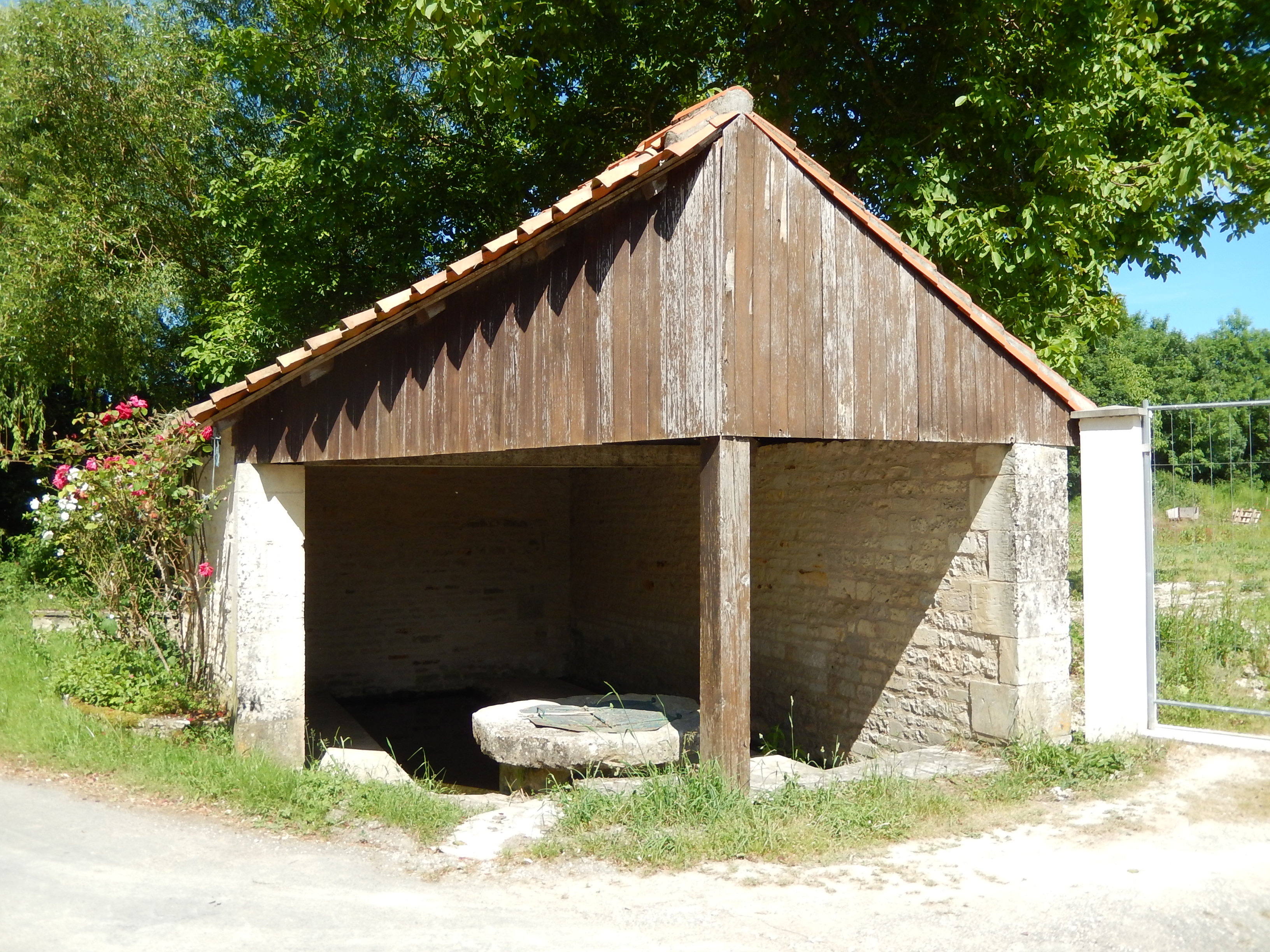
Le lavoir de Narçay.
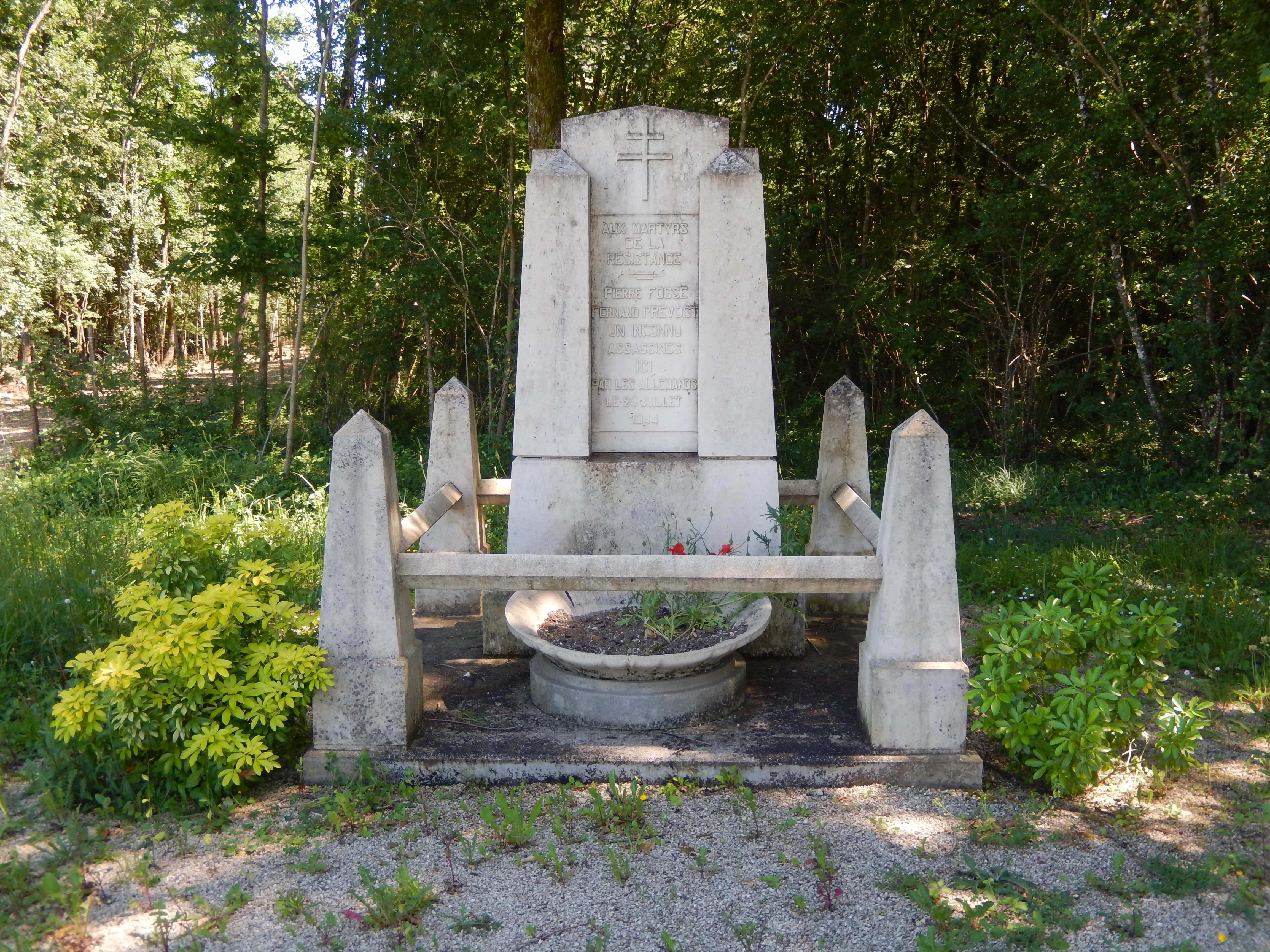
La stèle du Bois Cambert.

### Personnalités liées à la commune
- Chassino (1869-1955), ombromane.
- Marffa la Corse (1908-1997), dompteuse.
- Michel Collin (1905-1974), alias « Clément XV », pape autoproclamé, a été curé à Loubillé pendant quelques années avant sa rupture avec l'Église catholique.